# Камчатская ТЭЦ-2
Камчатская ТЭЦ-2 — вторая по мощности тепловая электростанция Камчатского края. Расположена в г. Петропавловске-Камчатском, эксплуатируется ПАО «Камчатскэнерго» (входит в группу РусГидро). Электростанция расположена в черте города на берегу Халактырского озера.

## Конструкция станции
Камчатская ТЭЦ-2 представляет собой тепловую электростанцию (теплоэлектроцентраль) с комбинированной выработкой электроэнергии и тепла. Установленная мощность электростанции — 160 МВт, установленная тепловая мощность — 410 Гкал/час. Тепловая схема станции выполнена с поперечными связями по основным потокам пара и воды. Основное топливо — природный газ газоконденсатного месторождения в Соболевском районе Камчатского края, резервное топливо — мазут. Основное оборудование станции включает в себя:
- турбоагрегат № 1 мощностью 80 МВт, в составе турбины ПТ-80/100-130/13 и генератора ТВФ-110-2Е, введён в 1985 году;
- турбоагрегат № 2 мощностью 80 МВт, в составе турбины ПТ-80/100-130/13 и генератора ТВФ-110-2Е, введён в 1987 году;

Пар для турбин вырабатывается при помощи 3 котлов БКЗ-320-140ГМ. Электроэнергия в энергосистему выдается с закрытого распределительного устройства (ЗРУ) напряжением 110 кВ.

## История строительства и эксплуатации
К началу 1980-х годов мощностей Камчатской ТЭЦ-1 для энергоснабжения Центрального энергорайона Камчатки стало не хватать. Изначально рассматривался проект строительства атомной электростанции, но в итоге предпочтение было отдано возведению ещё одной тепловой электростанции. Проектировщик станции — Украинское отделение института ВНИПИэнергопром, за проект станции институт получил серебряную медаль ВДНХ. Изначально Госплан СССР согласовал строительство новой станции на угле, но специалисты проектных институтов пришли к выводу, что разместить ТЭС с угольным причалом и береговым складом угля вблизи Петропавловска-Камчатского не представляется возможным, и станция была спроектирована на топочном мазуте. Подготовительные работы по строительству Камчатской ТЭЦ-2 были начаты в 1978 году, в 1980 году с началом активной фазы строительства в РЭУ Камчатскэнерго была создана дирекция строящейся ТЭЦ. Интересно, что в ходе разведывательного бурения на площадке строящейся ТЭЦ рабочие наткнулись на подземный военный объект, а в качестве компенсации военным за изымаемый под строительство станции земельный участок энергетиками был построен танкодром. Первый турбоагрегат ТЭЦ-2 был введен в эксплуатацию в 1985 году, в этом же году к потребителям была проложена теплотрасса, второй — в 1987 году. В 1988 году было завершено строительство теплотрассы до района Горизонт — Юг города. Строительство осложнялось тем, что трасса проходила по территории воинских частей. Решение любого вопроса требовало согласования с командующим Дальневосточным округом.
В 1993 году администрацией Камчатского края было принято решение о газификации основных энергетических объектов края на основе запасов местного Кшукского и Нижне-Квакчинского газоконденсатных месторождений. К 2010 году в рамках инвестиционного проекта Газпрома был построен газопровод «Соболево — Петропавловск-Камчатский», что позволило в том же году перевести Камчатскую ТЭЦ-2 с дорогостоящего мазута на природный газ.
Камчатская ТЭЦ-2 функционирует в составе центрального энергоузла Камчатской энергосистемы, работающей изолированно от ЕЭС России. Энергоузел сформирован в южной части Камчатского края, где проживает основная часть населения. Синхронно с ТЭЦ-2 работают Камчатская ТЭЦ-1, Мутновская и Верхне-Мутновская геотермальные электростанции, гидроэлектростанции каскада Толмачёвских ГЭС. Из-за нехватки пиковой электрической мощности в регионе в летний период разгрузка ТЭЦ-2 в ночные часы достигает 55 %, в зимние — до 25 %. Станция работает с относительно высоким коэффициентом использования установленной мощности (КИУМ) — 52 %.